# Benjamin Myers
Benjamin Myers, noto anche come Ben Myers (Durham, 1976), è uno scrittore e giornalista britannico.

## Biografia
Nato nel 1976 a Durham, il suo primo impiego è stato quello di critico musicale per il settimanale Melody Maker.
Dopo molti rifiuti, è stato ammesso all'Università del Bedfordshire e a 21 anni si è trasferito a Londra dove ha continuato a scrivere per riviste e ha lavorato come copywriter per un'agenzia di design.
Nel 2004 ha esordito nella narrativa con il romanzo Il dio della scopata e in seguito ha pubblicato varie opere di fiction, saggistica, biografie e raccolte di liriche ottenendo numerosi riconoscimenti.

## Opere

### Romanzi
- Il dio della scopata (The Book of Fuck, 2004), Milano, Baldini Castoldi Dalai, 2005 traduzione di Riccardo Vianello ISBN 88-8490-685-7.
- Richard: A Novel (2010)
- Pig Iron (2012)
- Beastings (2014)
- The Gallows Pole (2017)
- All'orizzonte (The Offing, 2019), Torino, Bollati Boringhieri, 2021 traduzione di Simona Garavelli ISBN 978-88-339-3604-8.
- The Perfect Golden Circle (2022)
- Cuddy (2023)

### Racconti
- Male Tears (2021)

### Romanzi gialli
- Blu come te (Turning Blue, 2016), Torino, Bollati Boringhieri, 2022 traduzione di Tommaso Pincio ISBN 978-88-339-3607-9.
- Giorni sempre più bui (These Darkening Days, 2017), Torino, Bollati Boringhieri, 2023 traduzione di Tommaso Pincio ISBN 978-88-339-3609-3.

### Saggi
- American Heretics: Rebel Voices In Music (2002)
- Under The Rock (2018)

### Biografie
- John Lydon: The Sex Pistols, Pil and Anti-Celebrity (2005)
- Green Day: new punk explosion (Green Day: American Idiots and the New Punk Explosion, 2005), Roma, Arcana, 2006 traduzione di Andrea Salacone ISBN 88-7966-414-X.
- System of a Down: Right Here in Hollywood (2006)
- Muse: Inside the Muscle Museum (2007)
- The Clash: Rock Retrospectives con Ray Lowry (2007)

### Poesie
- Spam: Email Inspired Poems (2008)
- Nowhere Fast con Tony O'Neill e Adelle Stripe (2008)
- The Raven of Jórvíkshire (2017)
- Heathcliff Adrift (2014)
- The Offing: Poems by Romy Landau (2019)

## Premi e riconoscimenti

### Vincitore
- Premio Gordon Burn: 2013 con Pig Iron[5]
- Tom-Gallon Trust Award: 2014 con The Folk Song Singer[6]
- Roger Deakin Award: 2016 con The Gallows Pole[7]
- Walter Scott Prize: 2018 con The Gallows Pole[8]
- Goldsmiths Prize: 2023 con Cuddy[9]